# Udenhausen (Grebenau)
Udenhausen ist ein Stadtteil von Grebenau im mittelhessischen Vogelsbergkreis.

## Geographische Lage
Das kleine Dorf liegt im Gründchen an der Jossa inmitten von Basaltbergen. Die Gemarkungsfläche wird für 1961 mit 986 Hektar angegeben, davon 613 Hektar Wald. Die Kernstadt Grebenau liegt nördlich von Udenhausen. Durch den Ort verläuft die Landesstraße 3161.

## Ortsgeschichte

### Mittelalter
Die Ersterwähnung Udenhausens ist eine nicht gesicherte Nennung, die zwischen 929 und 951 datiert wird: „Ad Utenhusun ...“ (zu Udenhausen). Schriftlich fixiert ist sie in einem Druck aus dem Jahre 1607.
Gesichert dagegen ist die Erwähnung des Ortes in einer Chronik, verfasst um 1078/79, in welcher über den Ort für das Jahr 1071 berichtet wird: „... in villam quae dicitur Utenhusen.“ (im Dorf, das man Udenhausen nennt) Diese Quelle belegt erstmals die Siedlungsform villa für den Ort. 1270 werden zwei Güter gelegen in „Udenhusen“ angeführt.
Der Ortsname entspricht dem von Odenhausen, das 1410 „Udenhusun“ genannt wird. Das Bestimmungsglied bezieht sich auf den Rufnamen Odo bzw. Udo. Also war Udenhausen „das Haus des Udo.“

### Neuzeit
Die Statistisch-topographisch-historische Beschreibung des Großherzogthums Hessen berichtet 1830 über Udenhausen:

„Udenhausen (L. Bez. Alsfeld) evangel. Pfarrdorf; liegt 2 1⁄4 St. von Alsfeld, hat 57 Häuser und 352 Einwobner, die außer 1 Katholiken evangelisch sind. – Die Entstehung der Kirche, die wahrscheinlich zum Diakonat von St. Johann gehörte, ist unbekannt. Udenhausen ist bekannt durch die Sage von Attila's Schwert. Der Hersfeldische Mönch, Lampert von Aschaffenburg, berichtet in der Geschichte Heinrich IV. unter dem Jahr 1071 folgendes: Der König kam auf seiner Reise nach Mainz mit seinem Gefolge in das Dorf Utenhusen, um dort zu Mittage zu speißen. Bei der Weiterreise fiel Lupold von Mersburg vom Pferd, und in sein eigenes Schwert, daß er sogleich den Geist aufgab. Es wurde bemerkt, daß dieses dasselbe Schwert seye, das einst Attila bei der Christenverfolgung geführt hatte. Eine ungarische Königin, Mutter des Königs Salomon, hatte es dem Herzog Otto von Baiern geschenkt. und dieser es dem Sohn des Markgrafen Dedi, zum Unterpfand unwandelbarer Freundschaft, auf eine Zeitlang gegeben. Nach dessen Tod war es an den König, und durch diesen an Lupold gekommen. In der Geschichte der Gothen ließt man, daß dieses Schwert dem Mars angehört, daß solches ein Hirte, nachdem es lange verscharrt gewesen, gefunden, und dem Attika gebracht worden, welchem die Zeichendeuter geweissagt hätten, dieses Schwert sei verhängnißvoll für den Untergang der Welt und das Verderben vieler Völker.“

Hessische Gebietsreform 1971/72
Zum 31. Dezember 1971 fusionierten im Zuge der Gebietsreform in Hessen die bis dahin eigenständigen Gemeinden Eulersdorf, Reimenrod, Schwarz, Udenhausen und Wallersdorf in die Stadt Grebenau freiwillig zur erweiterten Stadt Grebenau. Am 1. August 1972 wurden kraft Landesgesetz die Gemeinden Bieben mit Merlos nach Grenau eingemeindet. Für alle eingegliederten Gemeinden und die Kernstadt wurde je ein Ortsbezirke nach der Hessischen Gemeindeordnung errichtet.

### Verwaltungsgeschichte im Überblick
Die folgende Liste zeigt die Staaten und Verwaltungseinheiten, denen Udenhausen angehört(e):
- vor 1567: Heiliges Römisches Reich, Landgrafschaft Hessen, Amt Grebenau
- ab 1567: Heiliges Römisches Reich, Landgrafschaft Hessen-Marburg, Amt Grebenau[15]
- 1604–1648: Heiliges Römisches Reich, strittig zwischen Landgrafschaft Hessen-Darmstadt und Landgrafschaft Hessen-Kassel (Hessenkrieg)
- ab 1604: Heiliges Römisches Reich, Landgrafschaft Hessen-Darmstadt, Amt Grebenau[16]
- 1787:  Heiliges Römisches Reich, Landgrafschaft Hessen-Darmstadt, Oberfürstentum Hessen, Amt Grebenau[Anm. 2][17]
- ab 1806: Großherzogtum Hessen,[Anm. 3] Fürstentum Oberhessen, Oberamt Alsfeld, Amt (und ab 1803 Gericht) Grebenau[18][19]
- ab 1812: Großherzogtum Hessen, Oberfürstentum Hessen, Amt Alsfeld[20]
- ab 1815: Großherzogtum Hessen, Provinz Oberhessen, Amt Alsfeld[21]
- ab 1821: Großherzogtum Hessen, Provinz Oberhessen, Landratsbezirk Romrod[22][Anm. 4]
- ab 1829: Großherzogtum Hessen, Provinz Oberhessen, Landratsbezirk Alsfeld (Amtssitzverlegung)
- ab 1832: Großherzogtum Hessen, Provinz Oberhessen, Kreis Alsfeld
- ab 1848: Großherzogtum Hessen, Regierungsbezirk Alsfeld
- ab 1852: Großherzogtum Hessen, Provinz Oberhessen, Kreis Alsfeld
- ab 1867: Norddeutscher Bund,[Anm. 5] Großherzogtum Hessen, Provinz Oberhessen, Kreis Alsfeld
- ab 1871: Deutsches Reich, Großherzogtum Hessen, Provinz Oberhessen, Kreis Alsfeld
- ab 1918: Deutsches Reich (Weimarer Republik), Volksstaat Hessen, Provinz Oberhessen, Kreis Alsfeld
- ab 1938: Deutsches Reich, Volksstaat Hessen, Landkreis Alsfeld[23][Anm. 6]
- ab 1945: Amerikanische Besatzungszone,[Anm. 7] Groß-Hessen, Regierungsbezirk Darmstadt, Kreis Alsfeld
- ab 1946: Amerikanische Besatzungszone, Land Hessen, Regierungsbezirk Darmstadt, Kreis Alsfeld
- ab 1949: Bundesrepublik Deutschland, Land Hessen, Regierungsbezirk Darmstadt, Kreis Alsfeld
- ab 1972: Bundesrepublik Deutschland, Land Hessen, Regierungsbezirk Darmstadt, Vogelsbergkreis, Gemeinde Grebenau[Anm. 8]
- ab 1981: Bundesrepublik Deutschland, Land Hessen, Regierungsbezirk Gießen, Vogelsbergkreis, Gemeinde Grebenau

### Gerichtszugehörigkeit seit 1803
In der Landgrafschaft Hessen-Darmstadt wurde mit Ausführungsverordnung vom 9. Dezember 1803 das Gerichtswesen neu organisiert. Für die Provinz Oberhessen wurde das Hofgericht Gießen als Gericht der zweiten Instanz eingerichtet. Die Rechtsprechung der ersten Instanz wurde durch die Ämter bzw. Standesherren vorgenommen und somit für Udenhausen durch das Amt Grebenau. Das Hofgericht war für normale bürgerliche Streitsachen Gericht der zweiten Instanz, für standesherrliche Familienrechtssachen und Kriminalfälle die erste Instanz. Übergeordnet war das Oberappellationsgericht Darmstadt.
Mit der Gründung des Großherzogtums Hessen 1806 wurde diese Funktion beibehalten, während die Aufgaben der ersten Instanz 1821 im Rahmen der Trennung von Rechtsprechung und Verwaltung auf die neu geschaffenen Landgerichte übergingen. „Landgericht Alsfeld“ war daher von 1821 bis 1879 die Bezeichnung für das erstinstanzliche Gericht in Alsfeld, das heutige Amtsgericht, das für Udenhausen zuständig war.
Anlässlich der Einführung des Gerichtsverfassungsgesetzes mit Wirkung vom 1. Oktober 1879, infolge derer die bisherigen großherzoglich hessischen Landgerichte durch Amtsgerichte an gleicher Stelle ersetzt wurden, während die neu geschaffenen Landgerichte nun als Obergerichte fungierten, kam es zur Umbenennung in Amtsgericht Alsfeld und Zuteilung zum Bezirk des Landgerichts Gießen, gleichzeitig wurde Udenhausen an das nunmehrige Amtsgericht Lauterbach abgegeben. Am 1. Mai 1948 wurde Udenhausen wieder dem Amtsgerichtsbezirk Alsfeld zugeordnet.
In der Bundesrepublik Deutschland sind die übergeordneten Instanzen das Landgericht Gießen, das Oberlandesgericht Frankfurt am Main sowie der Bundesgerichtshof als letzte Instanz.

## Bevölkerung

### Einwohnerstruktur 2011
Nach den Erhebungen des Zensus 2011 lebten am Stichtag dem 9. Mai 2011 in Udenhausen 330 Einwohner. Darunter waren 6 (1,8 %) Ausländer.
Nach dem Lebensalter waren 54 Einwohner unter 18 Jahren, 126 zwischen 18 und 49, 90 zwischen 50 und 64 und 63 Einwohner waren älter.
Die Einwohner lebten in 135 Haushalten. Davon waren 30 Singlehaushalte, 54 Paare ohne Kinder und 39 Paare mit Kindern, sowie 9 Alleinerziehende und 3 Wohngemeinschaften. In 30 Haushalten lebten ausschließlich Senioren und in 87 Haushaltungen lebten keine Senioren.

### Einwohnerentwicklung
| • 1791: | 291 Einwohner                      |
| • 1800: | 275 Einwohner                      |
| • 1806: | 300 Einwohner, 34 Häuser           |
| • 1829: | 252 Einwohner, 57 Häuser           |
| • 1867: | 372 Einwohner, 57 bewohnte Gebäude |
| • 1875: | 356 Einwohner, 59 bewohnte Gebäude |

| Udenhausen: Einwohnerzahlen von 1791 bis 2023 | Udenhausen: Einwohnerzahlen von 1791 bis 2023 | Udenhausen: Einwohnerzahlen von 1791 bis 2023 | Udenhausen: Einwohnerzahlen von 1791 bis 2023 | Udenhausen: Einwohnerzahlen von 1791 bis 2023 |
| --- | --------------------------------------------- | --------------------------------------------- | --------------------------------------------- | --------------------------------------------- |
| Jahr |                                               |                                               |                                               | Einwohner                                     |
| 1791 | 1791                                          |                                               | 291                                           | 291                                           |
| 1800 | 1800                                          |                                               | 275                                           | 275                                           |
| 1806 | 1806                                          |                                               | 300                                           | 300                                           |
| 1829 | 1829                                          |                                               | 252                                           | 252                                           |
| 1834 | 1834                                          |                                               | 399                                           | 399                                           |
| 1840 | 1840                                          |                                               | 392                                           | 392                                           |
| 1846 | 1846                                          |                                               | 418                                           | 418                                           |
| 1852 | 1852                                          |                                               | 481                                           | 481                                           |
| 1858 | 1858                                          |                                               | 389                                           | 389                                           |
| 1864 | 1864                                          |                                               | 370                                           | 370                                           |
| 1871 | 1871                                          |                                               | 378                                           | 378                                           |
| 1875 | 1875                                          |                                               | 356                                           | 356                                           |
| 1885 | 1885                                          |                                               | 343                                           | 343                                           |
| 1895 | 1895                                          |                                               | 286                                           | 286                                           |
| 1905 | 1905                                          |                                               | 308                                           | 308                                           |
| 1910 | 1910                                          |                                               | 323                                           | 323                                           |
| 1925 | 1925                                          |                                               | 316                                           | 316                                           |
| 1939 | 1939                                          |                                               | 311                                           | 311                                           |
| 1946 | 1946                                          |                                               | 446                                           | 446                                           |
| 1950 | 1950                                          |                                               | 440                                           | 440                                           |
| 1956 | 1956                                          |                                               | 359                                           | 359                                           |
| 1961 | 1961                                          |                                               | 349                                           | 349                                           |
| 1967 | 1967                                          |                                               | 369                                           | 369                                           |
| 1970 | 1970                                          |                                               | 356                                           | 356                                           |
| 1980 | 1980                                          |                                               | ?                                             | ?                                             |
| 1990 | 1990                                          |                                               | ?                                             | ?                                             |
| 2000 | 2000                                          |                                               | ?                                             | ?                                             |
| 2011 | 2011                                          |                                               | 330                                           | 330                                           |
| 2015 | 2015                                          |                                               | ?                                             | ?                                             |
| 2023 | 2023                                          |                                               | 300                                           | 300                                           |
| Datenquelle: Historisches Gemeindeverzeichnis für Hessen: Die Bevölkerung der Gemeinden 1834 bis 1967. Wiesbaden: Hessisches Statistisches Landesamt, 1968. Weitere Quellen: ; Zensus 2011 |                                               |                                               |                                               |                                               |

### Religionszugehörigkeit
| • 1829: | 251 evangelische und ein katholischer Einwohner                   |
| • 1961: | 328 evangelische (= 91,98 %), 28 katholische (= 8,02 %) Einwohner |

## Politik

### Ortsbeirat
Für Udenhausen besteht ein Ortsbezirk (Gebiete der ehemaligen Gemeinde Udenhausen) mit Ortsbeirat und Ortsvorsteher nach der Hessischen Gemeindeordnung.
Der Ortsbeirat besteht aus sieben Mitgliedern. Bei den Kommunalwahlen in Hessen 2021 betrug die Wahlbeteiligung zum Ortsbeirat 70,37 %. Alle Mitglieder gehören der „Freien Wählergemeinschaft Udenhausen“ an.
Der Ortsbeirat wählte Lars Habermann zum Ortsvorsteher.

### Wappen und Flagge
Wappen

Blasonierung: „Das durch ein goldenes mit der Spitze nach oben gerichtetes Schwert schrägrechts geteilte Wappen zeigt oben in Rot ein silbernes Johanniterkreuz, unten in Blau eine goldene Roggenähre.“
Das Wappen wurde der Gemeinde Udenhausen im damaligen Landkreis Alsfeld am 2. August 1967 durch den Hessischen Innenminister genehmigt.
Es wurde durch den Bad Nauheimer Heraldiker Heinz Ritt gestaltet.
Die Roggenähre steht für die Landwirtschaft, die das Dorf seit Jahrhunderten prägt, das Johanniterkreuz für die frühere Zugehörigkeit des Ortes zur Johanniter Kommende in Grebenau. Das Schwert symbolisiert die Geschichte der Ersterwähnung Udenhausens, nach der Ritter Luitpold von Merseburg am 2. August 1070 bei Udenhausen starb, indem er vom Pferd und in sein Schwert fiel.
 Flagge 
Die Flagge wurde der Gemeinde gemeinsam mit dem Wappen genehmigt und wird wie folgt beschrieben:
„Auf breiter gelber Mittelbahn – beseitet von schmalen blauen Seitenbahnen – im oberen Teil aufgelegt das Gemeindewappen.“